# 前699年
| 千纪： | 前1千纪 |
| 世纪： | 前8世纪 \| 前7世纪 \| 前6世纪 |
| 年代： | 前720年代 \| 前710年代 \| 前700年代 \| 前690年代 \| 前680年代 \| 前670年代 \| 前660年代 |
| 年份： | 前704年 \| 前703年 \| 前702年 \| 前701年 \| 前700年 \| 前699年 \| 前698年 \| 前697年 \| 前696年 \| 前695年 \| 前694年 |
| 纪年： | 庚辰年（馬年）；周桓王二十一年；魯桓公十三年；秦出子五年；陳莊公元年；蔡桓侯十六年；鄭厲公二年；宋莊公十二年；楚武王四十二年；齊僖公三十二年；晉侯緡八年；曲沃武公十七年；燕宣侯十二年；衛惠公元年；曹莊公三年；杞靖公五年 |

## 大事记
- 楚攻羅之戰，楚屈瑕攻罗（今湖北宜城西），轻敌，被罗与卢戎（今襄樊西南）所败。屈瑕自杀。
- 夏，鲁国大水。
- 宋國多次向鄭國索取財貨，鄭國不能忍受，所以率領紀國、魯國兩國的軍隊和齊國、宋國、衛國、南燕國四國的軍隊交戰。齊國、宋國、衛國、南燕國四國戰敗。

## 逝世
- 屈瑕，蒲騷之戰以下三次戰役的元帥。